# Легіслатура штату Вашингтон
Легіслатура штату Вашингтон — законодавчий орган американського штату Вашингтон. Легіслатура є партійним двопалатним органом, і складається із Сенат, який є верхньою палатою і в якому 49 сенаторів, та із Палати представників, яка є нижньою палатою і в якій 98 представників. Територія штату поділена на 49 виборчих округів, в кожному з них обирається по одному сенатору та по два представники. Легіслатура збирається в будівлі Капітолія штату Вашингтон в столиці штату, місті Олимпія.
Наразі, демократи мають контроль над обома палатами легіслатури маючи в Сенаті 28 депутатів із 49 та в Палаті представників 57 депутатів із 98.

## Сесії
Законодавчі сесії легіслатури відбуваються щорічно і починаються в другий понеділок січня. В непарні роки, коли обговорюється бюджет штату, легіслатура перебуває у сесії протягом 105 днів. В парні роки сесія триває лише 60 днів. Губернатор штату Вашингтон за потреби може будь-коли скликати законодавців на спеціальні 30-денні сесії. Легіслатура також може скликати сама себе на вимогу двох третин депутатів кожної палати.
Дебати в обох палатах, а також засідання комітетів та спеціальні події пов'язані із легіслатурою транслюються по всьому штату телеканалом TVW.

## Заміщення вакантних посад
На відміну від багатьох інших законодавчих органів штатів, Легіслатура штату Вашингтон не проводить довибори якщо депутатський мандат звільняється між двома звичайними виборами. Натомість, рада округу того округу чи округів, які входять до складу виборчого округу депутат від якого склав мандат, обирають когось щоб заповнити вакантне місце. Для цього центральний комітет Вашингтонського відділення партії, депутат від якої склав мандат, має подати від одного до трьох кандидатів на розгляд ради округу чи рад округів, який чи які мають ухвалити рішення протягом 60 днів.